# Sénateurs désignés par les Cortes de Castille-et-León
Les sénateurs désignés par les Cortes de Castille-et-León représentent la communauté autonome de Castille-et-León au Sénat espagnol.

## Normes et désignation
La faculté pour chaque communauté autonome de désigner un ou plusieurs sénateurs au Sénat, conçu comme une chambre de représentation territoriale, est énoncée à l'article 69, alinéa 5, de la Constitution espagnole de 1978. La désignation est régie par l'article 24 du statut d'autonomie de Castille-et-León ainsi que par la loi castillane 7/1987 portant désignation des sénateurs représentant Castille-et-León et le règlement des Cortes,.
Tout citoyen jouissant de ses droits civils et politiques et ayant la qualité de citoyen de la région peut être désigné sénateur. Après la tenue des élections aux Cortes de Castille-et-León et la constitution de celles-ci, le bureau des Cortes assigne à chaque groupe parlementaire le nombre de sénateurs à désigner qui lui correspond en fonction de leur importance numérique et suivant la loi d'Hondt. En cas d'égalité dans la répartition, le siège est attribué au parti ayant eu le plus de voix lors des élections aux Cortes de Castille-et-León. Le président des Cortes fixe alors un délai au cours duquel les groupes sont chargés de proposer les candidats. Une fois les candidatures proposées, celles-ci sont mises conjointement au vote de l'ensemble des députés. La majorité absolue est nécessaire au premier tour ; la majorité relative suffit au second. L'ensemble du processus doit avoir lieu dans le délai de 30 jours à compter de la constitution des Cortes. En cas de vacance, le groupe dont est issu le sénateur démissionnaire est chargé de proposer un nouveau candidat.
La dissolution des Cortes de Castille-et-León met fin au mandat des sénateurs désignés, ceux-ci restent néanmoins en poste jusqu'à la désignation des nouveaux sénateurs. En cas de dissolution du Sénat, les sénateurs désignés restent en place sans nécessité d'un nouveau vote.

## Synthèse
| AP    |       | 1 | 1 |   |   |   |   |   |   |   |   |   |  |  |  |  |
| CDS   |       |   | 1 |   |   |   |   |   |   |   |   |   |  |  |  |  |
| PSOE  |       | 2 | 1 | 1 | 1 | 1 | 1 | 1 | 1 | 1 | 2 | 1 |  |  |  |  |
| PP    |       |   |   | 2 | 2 | 2 | 2 | 2 | 2 | 2 | 1 | 2 |  |  |  |  |
|       |       |   |   |   |   |   |   |   |   |   |   |   |  |  |  |  |
| Total | Total | 3 | 3 | 3 | 3 | 3 | 3 | 3 | 3 | 3 | 3 | 3 |  |  |  |  |

## Législatures

### Ire
| Parti | Parti | Sénateurs désignés            | Voix        |
| ----- | ----- | ----------------------------- | ----------- |
| PSOE  |       | Celso López Gavela            | Assentiment |
| PSOE  |       | Octavio José Granado Martínez | Assentiment |
| AP    |       | Vicente Bosque Hita           | Assentiment |

- Désignation : 30 juin 1983.

### IIe
| Parti | Parti | Sénateurs désignés            | Voix |
| ----- | ----- | ----------------------------- | ---- |
| PSOE  |       | Octavio José Granado Martínez | 79   |
| AP    |       | José Luis Sainz García        | 79   |
| CDS   |       | José Luis Sagredo de Miguel   | 79   |

- Désignation : 29 juillet 1987.
- José Luis Sagredo (CDS) est remplacé le 2 juin 1989 par Luis Aznar Fernández par assentiment.

### IIIe
| Parti | Parti | Sénateurs désignés            | Voix |
| ----- | ----- | ----------------------------- | ---- |
| PP    |       | Jesús María Posada Moreno     | 43   |
| PP    |       | Miguel Pérez Villar           | 43   |
| PSOE  |       | Octavio José Granado Martínez | 43   |

- Désignation : 12 juillet 1991.
- Jesús Posada (PP) est remplacé le 16 juin 1993 par José Luis Sainz García avec 39 voix favorables.

### IVe
| Parti | Parti | Sénateurs désignés            | Voix |
| ----- | ----- | ----------------------------- | ---- |
| PP    |       | César Huidobro Díez           | 76   |
| PP    |       | José Luis Sainz García        | 76   |
| PSOE  |       | Octavio José Granado Martínez | 76   |

- Désignation : 12 juillet 1995.

### Ve
| Parti | Parti | Sénateurs désignés             | Voix |
| ----- | ----- | ------------------------------ | ---- |
| PP    |       | Fernando de Arvizu y Galarraga | 73   |
| PP    |       | Jesús Merino Delgado           | 73   |
| PSOE  |       | Octavio José Granado Martínez  | 73   |

- Désignation : 23 juillet 1999.
- Jesús Merino (PP) est remplacé le 7 juin 2000 par Jesús Mañueco Alonso avec 47 voix favorables.
- Octavio Granado (PSOE) est remplacé le 18 septembre 2001 par Ángel Villalba Álvarez avec 28 voix favorables.
  - Ángel Villalba démissionne en juin 2003 mais n'est pas remplacé du fait de la dissolution des Cortes.
- Fernando de Arvizu (PP) est remplacé le 22 mars 2002 par Juan José Lucas Jiménez avec 47 voix favorables.

### VIe
| Parti | Parti | Sénateurs désignés          | Voix |
| ----- | ----- | --------------------------- | ---- |
| PP    |       | Juan José Lucas Jiménez     | 79   |
| PP    |       | Isabel Carrasco Lorenzo     | 79   |
| PSOE  |       | José Arsenio Giménez Martín | 79   |

- Désignation : 11 juillet 2003.

### VIIe
| Parti | Parti | Sénateurs désignés          | Voix |
| ----- | ----- | --------------------------- | ---- |
| PP    |       | Juan José Lucas Jiménez     | 78   |
| PP    |       | José Valín Alonso           | 78   |
| PSOE  |       | José Arsenio Giménez Martín | 78   |

- Désignation : 18 juillet 2007.

### VIIIe
| Parti | Parti | Sénateurs désignés      | Voix |
| ----- | ----- | ----------------------- | ---- |
| PP    |       | Juan José Lucas Jiménez | 79   |
| PP    |       | María Jesús Ruiz Ruiz   | 79   |
| PSOE  |       | Óscar López Águeda      | 79   |

- Désignation : 13 juillet 2011.
- Óscar López (PSOE) est remplacé le 28 février 2012 par Ibán García del Blanco avec 29 voix favorables.
  - Ibán García (PSOE) est remplacé le 10 septembre 2014 par Óscar López Águeda avec 27 voix favorables.

### IXe
| Parti | Parti | Sénateurs désignés            | Voix |
| ----- | ----- | ----------------------------- | ---- |
| PP    |       | Juan José Lucas Jiménez       | 67   |
| PP    |       | María del Mar Angulo Martínez | 67   |
| PSOE  |       | Óscar López Águeda            | 67   |

- Désignation : 20 juillet 2015.
- Mar Angulo (PP) étant élue au Sénat lors des élections générales de décembre 2015, elle laisse son mandat de sénatrice désignée qui est pourvu le 14 décembre 2016 par Ignacio Cosidó Gutiérrez avec 42 voix favorables.
- Óscar López (PSOE) démissionne en juillet 2018. Il est remplacé en 12 décembre par Antidio Fagúndez Campo avec 25 voix favorables.

### Xe
| Parti | Parti | Sénateurs désignés        | Voix |
| ----- | ----- | ------------------------- | ---- |
| PSOE  |       | Francisco Díaz Muñoz      | 40   |
| PSOE  |       | María Teresa López Martín | 40   |
| PP    |       | Javier Maroto Aranzábal   | 40   |

- Désignation : 23 juillet 2019.

### XIe
| Parti | Parti                   | Sénateurs désignés      | Voix |
| ----- | ----------------------- | ----------------------- | ---- |
| PP    |                         | Vidal Galicia Jaramillo | 44   |
| PP    | Javier Maroto Aranzábal |                         | 44   |
| PSOE  |                         | Francisco Díaz Muñoz    | 44   |

- Désignation : 10 mai 2022.
- Francisco Díaz Muñoz est remplacé le 30 avril 2025 par Luis Tudanca avec 32 voix favorables.